# Ценін Сергій Сергійович
Ценін Сергій Сергійович (Народився 30 вересня 1884 р. — Помер 13 червня 1964 р.) — російський, радянський актор, кінорежисер, сценарист. Заслужений артист РРФСР (1935). Був актором театру і кіно, де дебютував у 1915 р.

## Життєпис
1917—1918 — актор та режисер Київської кіностудії «Світлотінь».
1919—1922 — режисер Одеської кіносекції Політвідділу 4-ї дивізії в Кінокомітеті. В той же час викладав мімодраму в Українській театральній студії, згодом — Одеському українському театральному інституті імені Марка Кропивницького.
1919—1960 — актор Московського камерного театру Таїрова та Московського драматичного театру ім. Пушкіна.

## Фільмографія
Знявся у 15 фільмах. Серед них:
- «Привалівські мільйони»,
- «Яма»,
- «Не вбий» та ін.

В 1917 р. працював на кіностудії «Светотень» у Києві, знявся у стрічці «Віра Чеберяк».
В 1919—1922 рр. ставив агітаційні фільми в Одесі в кіносекції Політвідділу 41-ї дивізії та в Кінокомітеті:
- «Червона Зірка» (1919),
- «Історія Першого травня» (1922),
- «Вовчий діл» (1924).

Згодом переїхав до Москви. Знімався у фільмах «Партквиток» (1936), «Ленін у Жовтні» (1937), «П'ятнадцятирічний капітан» (1945), «Мічурін» (1948), «Зустріч на Ельбі» та ін., в українських кінокартинах:
- «Оповідання про сімох повішених» (1920, Циганок),
- «Знову на землі» (1921, Управитель),
- «Вовчий діл» (1925, кулак Микита Ковтун),
- «Ескадрилья № 5» (1939, генерал Хват).